# Réserve naturelle régionale du Scamandre
Pour les articles homonymes, voir Scamandre (homonymie).
La réserve naturelle régionale du Scamandre (RNR88) est une réserve naturelle régionale située en Petite Camargue, dans la région Occitanie. Classée en 2006, elle occupe une surface de 146,69 hectares.

## Localisation

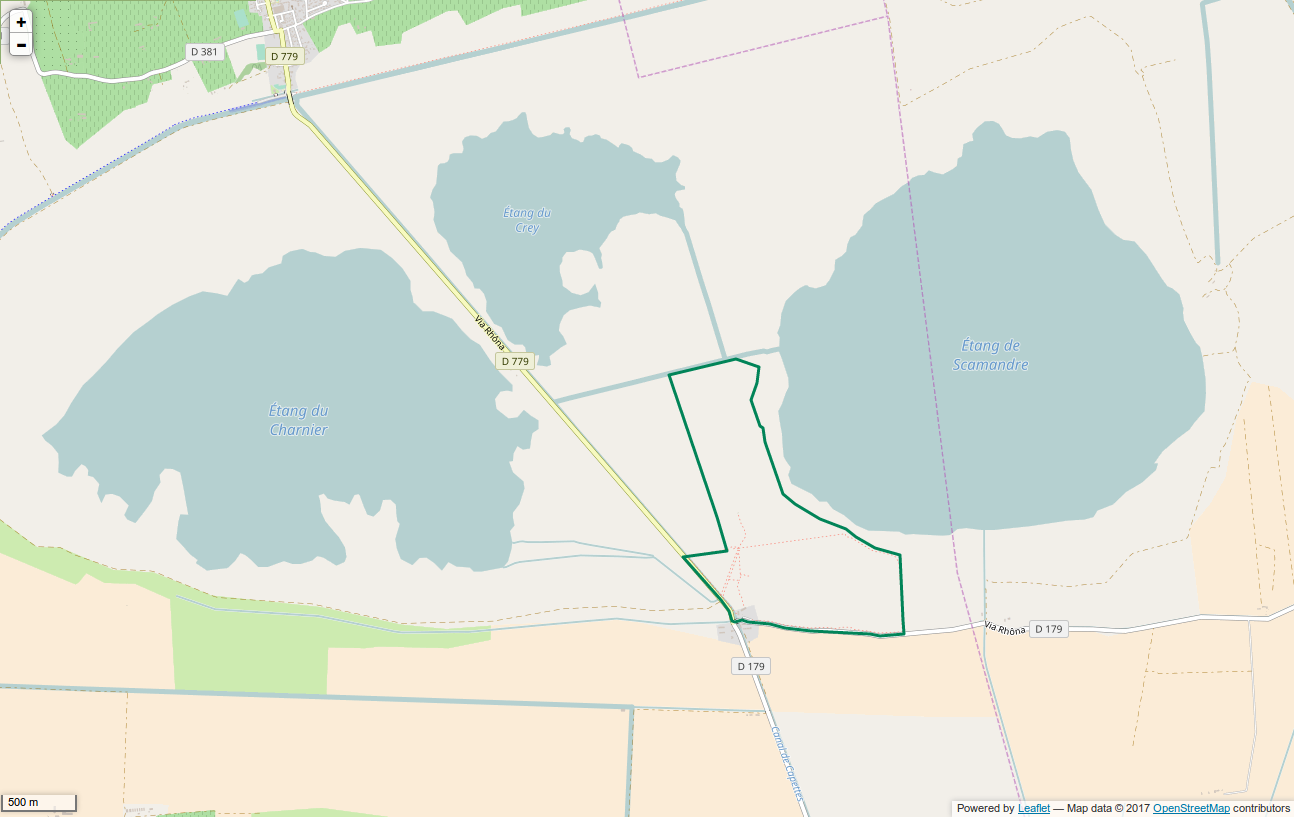
Périmètre de la réserve naturelle.

La réserve naturelle régionale du Scamandre se situe dans le sud du département du Gard, à proximité du hameau de Gallician. À mi-chemin entre les communes de  Vauvert et de  Saint-Gilles, elle longe l'étang de Scamandre sur sa rive sud-sud ouest. Il s'agit de la seule réserve naturelle régionale de Petite Camargue réellement aménagée pour l'accueil du public.

## Histoire du site et de la réserve
La réserve a été fondée le 10 novembre 1994 sous la forme d'une réserve naturelle volontaire, alors nommée « Domaines du Buisson gros et de la Fromagère ». Auparavant, les prairies du domaine ont longtemps servi de pâturages aux troupeaux de moutons. Le bâtiment principal du site était lui-même une bergerie, d'où le nom de fromagère porté par une partie du site.

## Écologie (Biodiversité, intérêt écopaysager…)
La réserve naturelle régionale du Scamandre permet la synthèse de la plupart des  biotopes de Camargue : la prairie (zone herbeuse), la sansouïre (ou pré salé) ainsi que le marais (zone humide). Chacun de ces milieux possède une biodiversité vaste et spécifique.
On estime que les roselières de Petite Camargue, dont le territoire comprend une partie de la réserve, figurent parmi les plus importantes d'Europe occidentale.

### Flore
La flore arborée est constituée de tamaris, peupliers blancs, frênes et saules. Les plans d'eau sont bordés de roseaux et de joncs. Les sansouïres accueillent la saladelle, la salicorne et le plantain d'eau.

### Faune

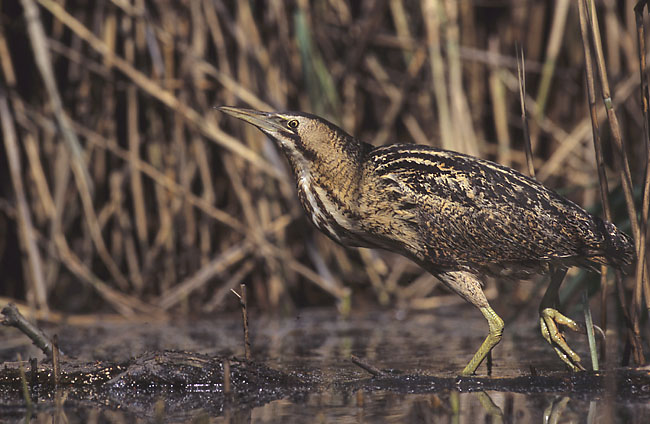
Butor étoilé

Le site est surtout renommé pour son avifaune. Il accueille en effet les 9 espèces d'ardéidés présentes en Europe : hérons cendré, pourpré, bihoreau et garde-bœufs, butor étoilé, blongios nain, crabier chevelu, grande aigrette et aigrette garzette. On y trouve aussi l'échasse blanche, le martin pêcheur, le guêpier d'Europe, la cisticole des joncs, les rousserolles, le canard colvert ainsi qu'une grande partie de la population française d'ibis falcinelle.
Pour les mammifères, on trouve le ragondin et le rat musqué, le sanglier, le renard roux ainsi que le taureau de Camargue.
Les reptiles et amphibiens sont représentés par la tortue cistude d'Europe et la couleuvre de Montpellier.
Dans les poissons, citons la carpe, l'anguille et la perche soleil.

#### Espèces invasives
La jussie est présente en surface des plans d'eau. On note aussi la présence de l'écrevisse de Louisiane.

## Administration (Plan de gestion, règlement...)
La gestion de la réserve est confiée au Syndicat mixte pour la protection et la gestion de la Camargue gardoise. Il regroupe le Conseil départemental du Gard et huit communes de Camargue gardoise.

### Outils et statut juridique
La  réserve naturelle volontaire a été créée le 10 novembre 1994. Le classement en réserve naturelle régionale est intervenu le 29 novembre 2006.

## Intérêt touristique
Sur le site de la réserve a été fondé le centre de découverte du Scamandre. Ouvert au public toute l'année, il consiste en un point d'accueil touristique à partir duquel les visiteurs ont l'accès libre et réglementé à trois sentiers de découverte :
- le sentier de la Mare
- le sentier du Butor
- le sentier de la Fromagère

De longueurs différentes, ces sentiers permettent la découverte de l'ensemble des milieux naturels camarguais (prairie, sansouïre et marais) au sein d'un même site. Plusieurs infrastructures d'observation ont été aménagées sur leur parcours. À titre d'exemple, le sentier du Butor (2 km) a été entièrement bâti au-dessus du marais par le moyen de platellages en bois. Il rejoint, en bout de piste, une cabane d'observation  ornithologique. Notons qu'un livret d'interprétation est disponible pour les sentiers du Butor et de la Fromagère.
Le centre de découverte du Scamandre est également un lieu d'éducation à l'environnement et accueille, en saison favorable, un très large public scolaire.
Enfin, des visites guidées sont organisées pour les groupes sur réservation.

## Galerie de photo

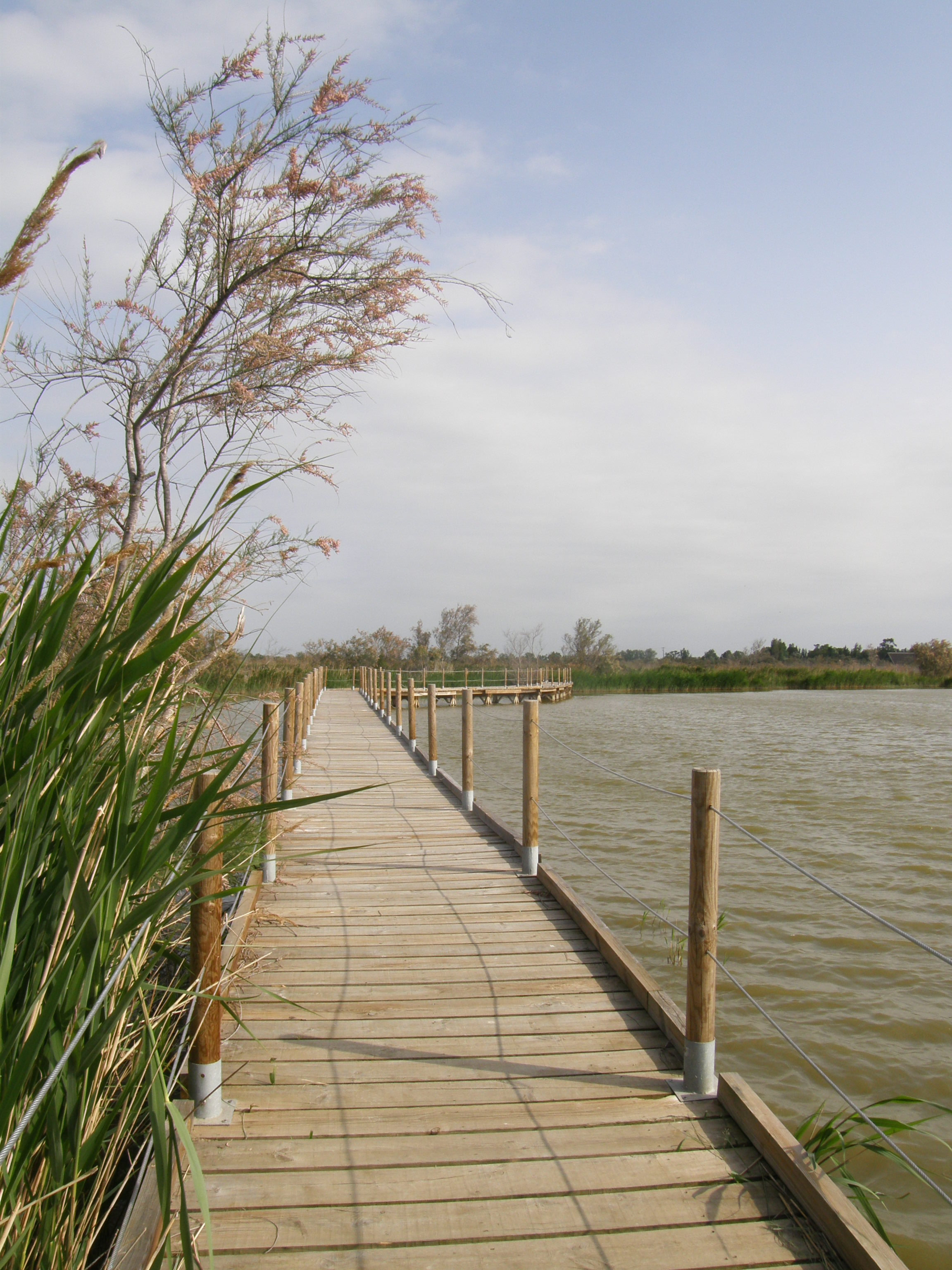
Sentier du Butor
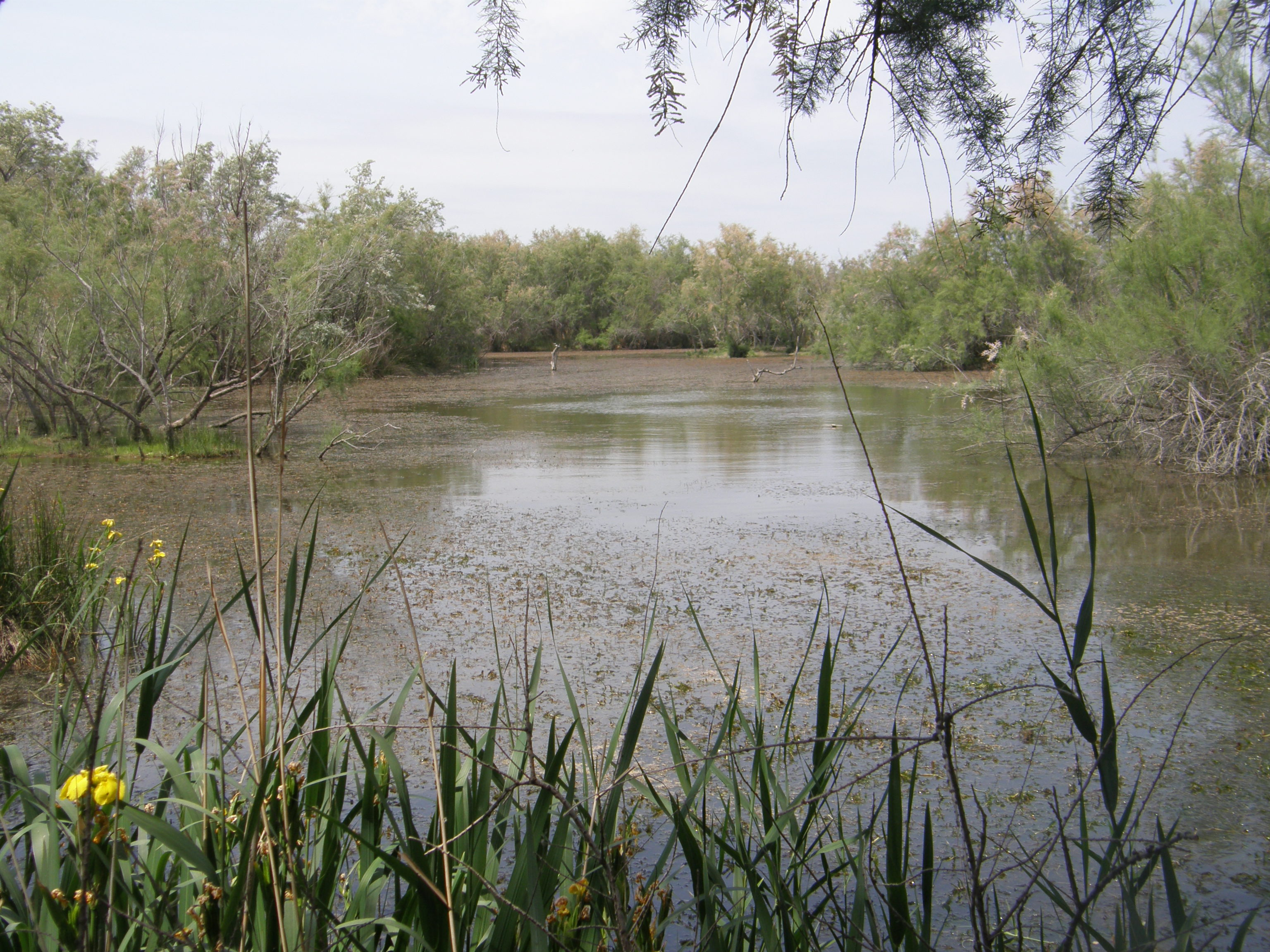
Sentier de la mare
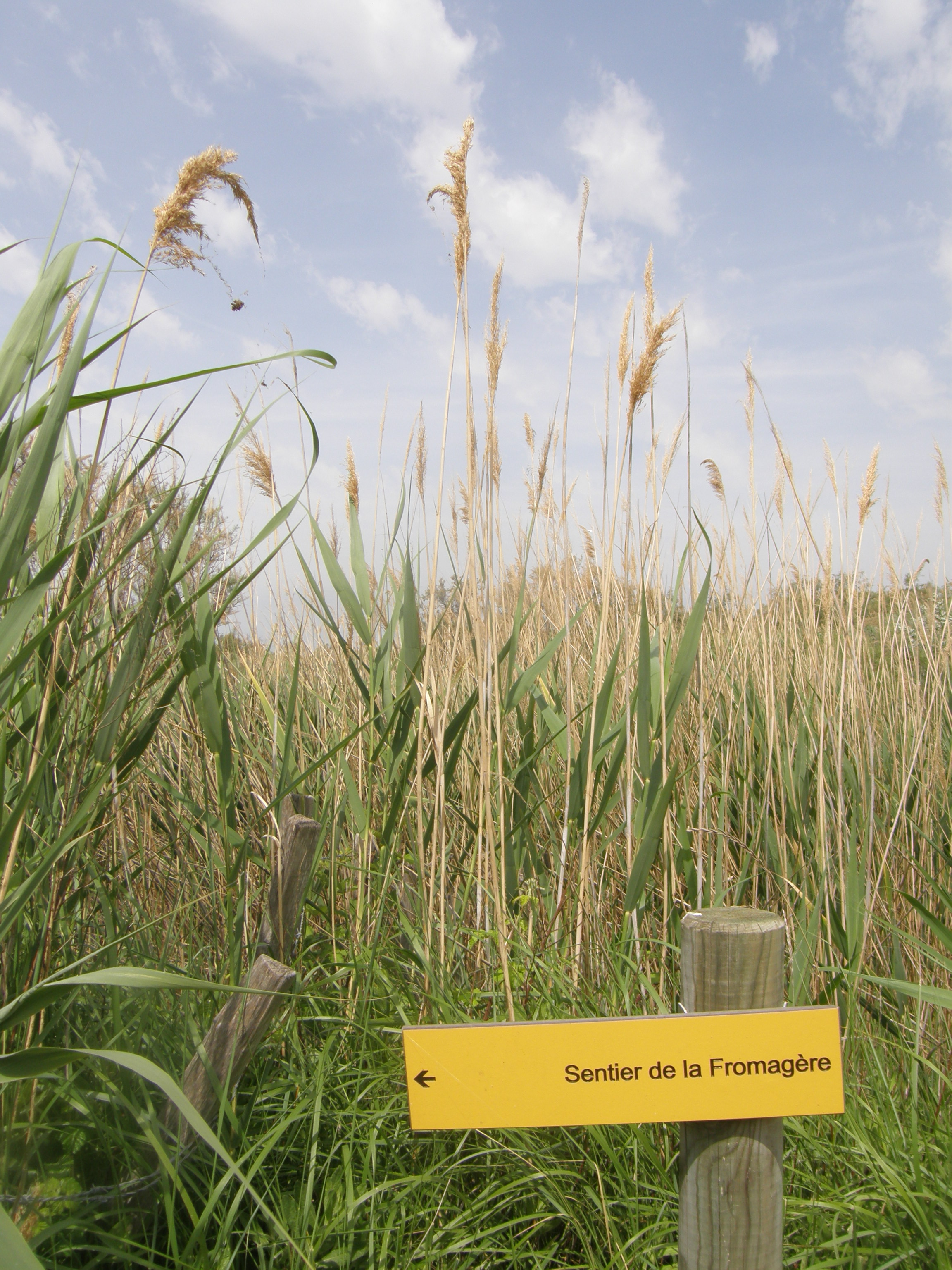
Sentier de la fromagère

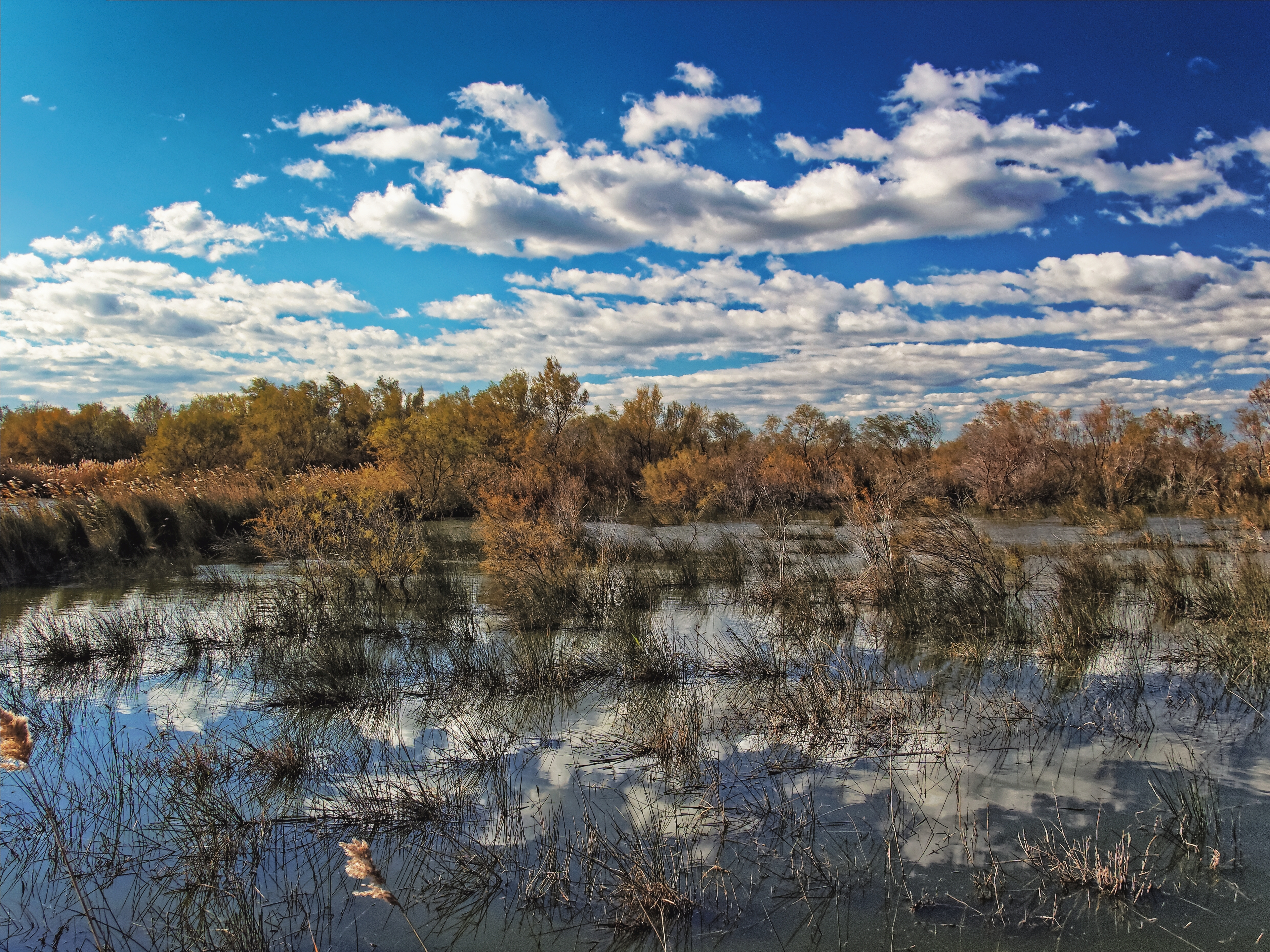
L'automne au Scamandre
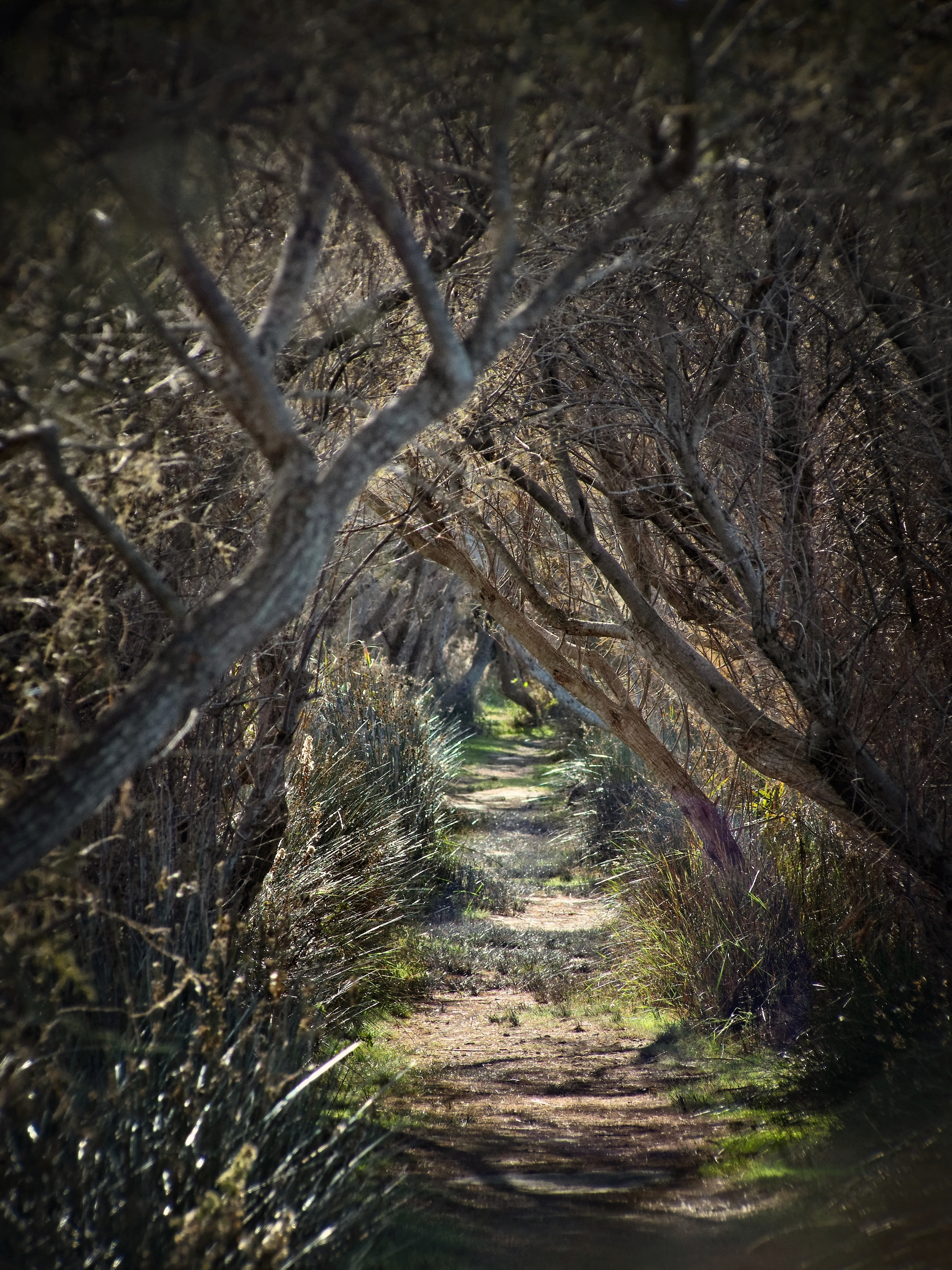
Berges autour de l'étang
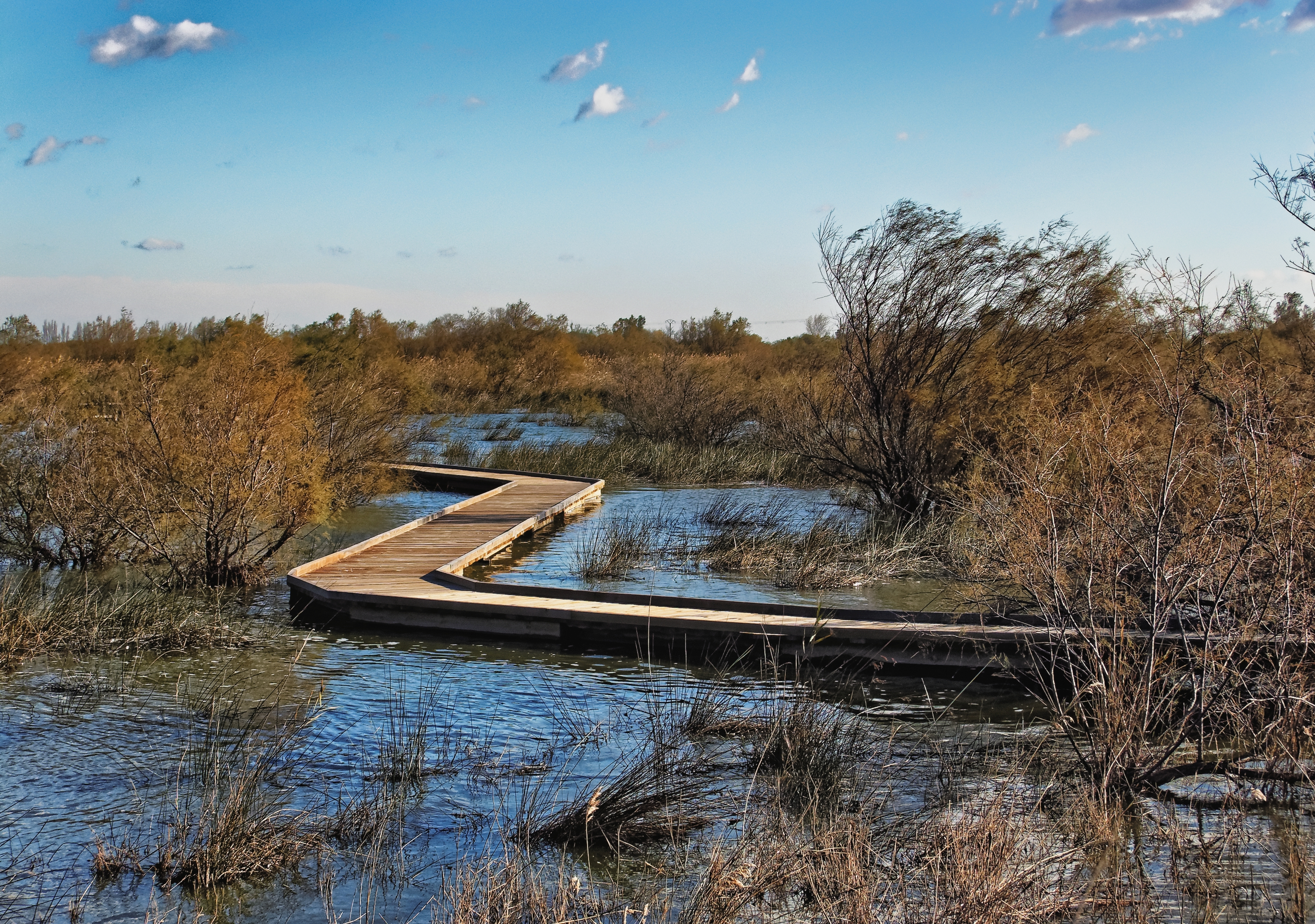
Chemin sur ponton